# バスシーバ (バルバドス)
バスシーバ（英語: Bathsheba）は、バルバドスのセント・ジョゼフ教区の町。東海岸に位置する漁村である。人口は1,511人（2013年推計）。
町には数多くの趣のある教会が存在する。セント・ジョゼフ英国国教会は1640年にホースヒルに建てられた。1831年のハリケーンで被害を受け、1839年に再建された。リトル・セント・ジョゼフ礼拝堂は1804年に創建されたが、1904年の地滑りの後、聖エイダンに献堂された教会として再建された。
アンドロメダ庭園、フラワー・フォレストやコットン・タワーなど、スコットランド地区のドラマチックな景観で知られる観光名所が数多くある。
町の郊外にはジョーズ川熱帯雨林が広がっており、面積は約85エーカー (340,000 m2)である。熱帯雨林には、巨大なイチジク、ヤエヤマアオキ、フィッドウッド（Fid wood）、ブラックオリーブ、キューバサバル（パルメットヤシ）、マホガニーなど、多様な植物が生育している。
バスシーバの砂浜には「スープボウル」と呼ばれる大きな波がやってくることから、サーフィンスポットとして人気がある。沖合には大きな岩があり、バスシーバロックと呼ばれている。